# جیانمارکو اینگرسو
جیانمارکو اینگرسو (انگلیسی: Gianmarco Ingrosso؛ زادهٔ ۲۸ ژانویهٔ ۱۹۸۹) بازیکن فوتبال اهل ایتالیا است.
از باشگاه‌هایی که در آن بازی کرده‌است می‌توان به ماترا کالچو، باشگاه فوتبال آسکولی، و باشگاه فوتبال لچه اشاره کرد.